# 克里斯·帕特森

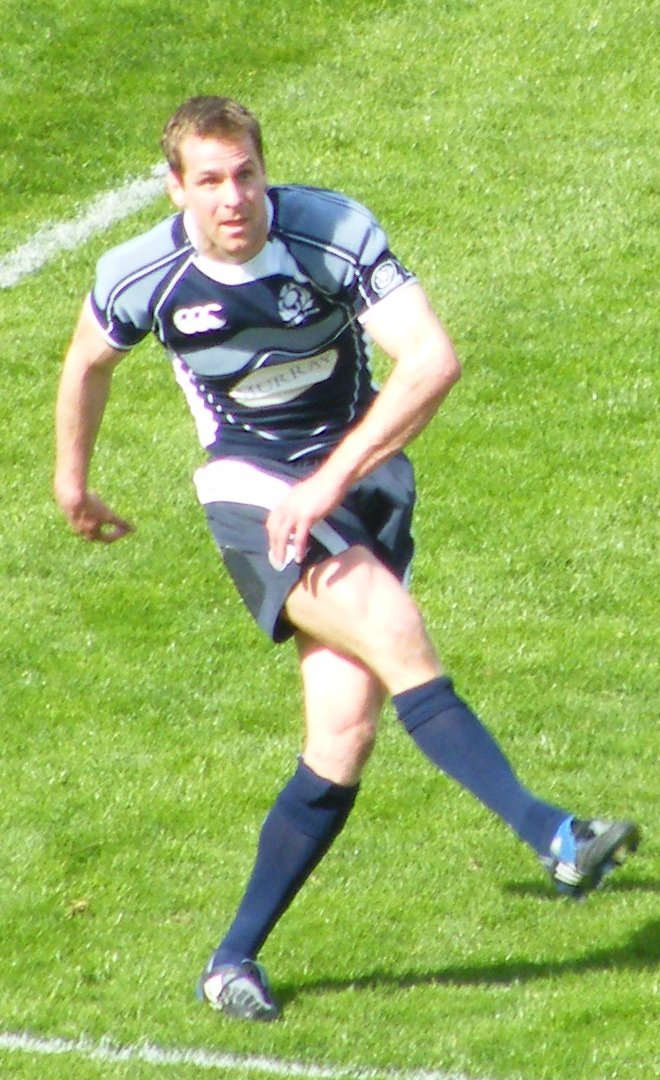
克里斯·帕特森

克里斯·帕特森（英語：Chris Paterson；1978年3月30日—）是一位蘇格蘭橄欖球運動員。他是蘇格蘭國家橄欖球隊的一員，代表蘇格蘭參加了2011年世界盃橄欖球賽。